# Tunjuelito
Tunjuelito é uma localidade da cidade de Bogotá..